# Marco Antonsich
Marco Antonsich é um geógrafo italiano especializado na área da geopolítica italiana, influenciado por Gerard Toal.

## Biografia
Antonsich fez seu primeiro doutorado em Geografia em 1997 na Universidade de Trieste (Itália) com a tese O caráter territorial do poder: iconografias urbanas na Etiópia entre 1936 e 1941. De 1999 a 2003, ele foi jovem pesquisador (research fellow) na mesma universidade. Em 2007, ele concluiu seu segundo doutorado, em geografia, nos Estados Unidos, com a tese Território e identidade na era da globalização: o caso da Europa Ocidental. Sua pesquisa foi fomentada pela Fundação Nacional de Ciência dos Estados Unidos, pelo Conselho Nacional de Pesquisa (CNR) da Itália, pela Organização do Tratado do Atlântico Norte e pelo Ministério Finlandês de Negócios Estrangeiros (CIMO).
Antonsich colaborou com diversas instituições acadêmicas e políticas, entre quais: o Centro Militare per gli Studi strategici; o Istituto per gli Studi di Politica Internazionale; o Institut de Stratégie Comparée; e o Instituto Finlandês de Assuntos Internacionais. Ele faz parte do conselho editorial da revista italiana de geopolítica Limes. Em 2007, ele entrou como research fellow na Escola de Geografia, Ciências da Terra e do Ambiente da Universidade de Birmingham.

## Pesquisa
Suas linhas de pesquisa são: a geografia política, especialmente a história do pensamento geopolítico ocidental); globalização, território e identidade na Europa Ocidental; e imperialismo e colonialismo fascista, especialmente na Etiópia e no mar Mediterrâneo.

## Acrise do hífen
Em seu artigo "Sobre território, o estado-nação e a crise do hífen", Antonsich nos oferece valorosas reflexões sobre o conceito de território. Ele desconstrói, de certa maneira, a noção de estado-nação, mostrando que a ligação entre "estado" e "nação" - o hífen - faz cada vez menos sentido. De maneira geral, ele explica como a retórica nacional(ista) de "um território, um povo" está sendo superada por discursos e práticas relacionados a integração social, a (sentidos/sentimentos de) pertencimento assim como a lealdade; mas trata-se de discursos e práticas nos quais a noção de território permanece essencial.
Ele começa dizendo que, no final da guerra fria, declarou-se o "fim" de diversas "coisas" - o "fim da história" de Francis Fukuyama, o "fim do estado-nação" de Jean-Marie Guéhenno e Kenichi Ohmae, ou o "fim da geografia" de Richard O'Brien, por exemplo - entre quais o fim do território proclamado por Bertrand Badie. A ideia básica para isso era que a democracia ocidental teria triunfado, e que o mundo estaria se homogeneizando, fazendo com que fronteiras - geralmente consideradas como elementos constituintes da ideia de território - desapareceriam: o mundo sem fronteiras de Thomas Friedman. Do outro lado houve, na mesma época, uma "explosão"/proliferação de geografias que respondeu, baseada em Gilles Deleuze e Félix Guattari, a isso com a ideia de que toda desterritorialização implicaria, segundo os geógrafos Gerard Toal, Timothy W. Luke, Saskia Sassen, Kevin R. Cox, Stephen Graham (cientista social), Henry Wai-chung Yeung e Matthew Sparke, necessariamente alguma forma de reterritorialização. Em seu artigo, ele tenta "refinar" o (novo) conceito de território, adaptando-o às novas realidades da globalização, com uma ênfase em novas/múltiplas dinâmicas territoriais na Europa Ocidental.
Em primeiro lugar, Antonsich observa uma mudança na composição étnica das sociedades da Europa Ocidental, tendência que dissolve as supostas uniões entre estado e nação. Para enfrentar essa "crise do hífen", os governos tendem a escolher entre suas respostas/estratégias. Primeiro, eles tentam reconsolidar o próprio "hífen"; para isso, eles criam medidas cívicas (fortalecer o sentido de estado de direito, promover os valores cívicos etc.) ou etno-culturais (frear a imigração, por exemplo). Segundo, os governos tentam "responder além do hífen", ideia para qual Antonsich emprega as noções de demos (do grego: povo) e patriotismo constitucional de Jürgen Habermas.
Em segundo lugar, Antonsich repensa o significado e a importância do conceito de território, enfatizando seu sentido como "espaço político-institucional". Segundo ele, a "recuperação" do território nas discussões empíricas e normativas sobre a "crise do hífen" possa oferecer uma perspectiva adicional quando se reflete sobre os laços (frequentemente invisíveis) intrasocietais.
Em terceiro lugar, Antonsich aborda o território como princípio de integração social, partindo da ideia do fazer-fronteiras, perguntando, em diversos contextos: quem está incluído onde e como? Num trecho, ele opera com a noção de habitus de Pierre Bourdieu. Ainda valeria dizer que um território compartilhado é uma dimensão simbólica importante na produção de sentidos/significados ("meanings") sociais, que são generados por interações sócio-espaciais. Ele observa, entre outras coisas, que o simples fato de conviver dentro de um mesmo espaço político-institucional delimitado por fronteiras possa gerar modos de pensamento (ways of thinking), atuar e "ser" no mundo que, por sua vez, possa contribuir para um processo de construção de uma/da sociedade.
Antonsich conclui que território serve como princípio pós-nacional de integração societal, representa um princípio inescapável da vida social.
Com sua reflexão sobre a "crise do hífen", ele leva os geógrafos a repensar o conceito cada vez mais negligenciado de "território". É possível criticar que Antonsich, no seu artigo, ignora a ideia do "retorno do território" de Milton Santos publicado já em 1993 (mas nunca traduzido a outro idioma). O único geógrafo que Antonsich cita é Rogério Haesbaert, mesmo em um contexto ligeiramente errado, pois enfatiza demais a desterritorialização.

## Publicações
- (2009) "On territory, the nation-state and the crisis of the hyphen". Progress in Human Geography. vol.33, nº6; p.789-806.
- (2008) "The Narration of Europe in 'National' and 'Post-national' Terms". European Journal of Social Theory. vol.11, nº4; p.505-522.
- (2006) "In Defense of "Geopolitical Remote Sensing": Reply to Moisio and Harle". Eurasian Geography and Economics. vol.47; p.211-215.
- (2005) "Cardinal Markers of Finland's Identity Politics and National Identity". Eurasian Geography and Economics. vol.46; p.290-305.
- (2004) Geopolitics of the world system - A book review from: Political Geography. Editora Elsevier.
- (1995) "De la Geopolitik à la Geopolitics: Transformation Idéologique d’une doctrine de Puissance". Stratégique. nº60 (4/95), p.53‑87.